# Piquerobi (kommun)
Piquerobi är en kommun i Brasilien.   Den ligger i delstaten São Paulo, i den södra delen av landet, 800 km sydväst om huvudstaden Brasília. Antalet invånare är 3 541.
Följande samhällen finns i Piquerobi:
- Piquerobi

Trakten runt Piquerobi består i huvudsak av gräsmarker. Runt Piquerobi är det ganska glesbefolkat, med 29 invånare per kvadratkilometer.